# Scaposodus
Scaposodus is een kevergeslacht uit de familie van de boktorren (Cerambycidae). De wetenschappelijke naam van het geslacht werd voor het eerst geldig gepubliceerd in 1961 door Breuning.

## Soorten
Scaposodus omvat de volgende soorten:
- Scaposodus indicus Breuning, 1969
- Scaposodus rufulus Breuning, 1961